# نهر سوزان
نهر سوزان- كوينزلاند (بالإنجليزية: Susan River)‏ هو نهر صغير يتدفق في إتجاه الشرق, إلى الجنوب من خليج هيرفي في مقاطعة كوينزلاند، أستراليا, وهو أحد روافد نهر ماري, ينضم إلى نهر ماري عند رأس النهر في مضيق ساندي الكبير Great Sandy, بُني جسر فوق النهر كطريق يوصل بين خليج هارفي وماريبوروه Maryborough يسير عليه أكثر من 10000 مركبة يومياً, في عام 2007 تم اكتشاف نوع جديد من السمك يُسمى الباركود من قبل صياد محلي.